# Golfo di Meclemburgo
Il golfo di Meclemburgo (o del Meclemburgo oppure baia di Meclemburgo; in tedesco Mecklenburger Bucht o Mecklenburgischer Bucht) è un'insenatura della costa meridionale del mar Baltico parte della Germania. È delimitato a Ovest da una linea di base che va dalla penisola di Vagria e l'isola di Fehmarn, nello Schleswig-Holstein, e ad Est sino a Darss (Darsser Ort), sulla penisola di Fischland-Darß-Zingst nel Meclemburgo-Pomerania Anteriore.

## Blinkerwall
Nel 2024 è stato scoperto il Blinkerwall, una struttura muraria datata a 10.000 anni fa ed estesa per 1 chilometro. Si tratta di una delle più antiche strutture di caccia note al mondo e della più estesa struttura dell'Età della pietra nota in Europa.

## Fari

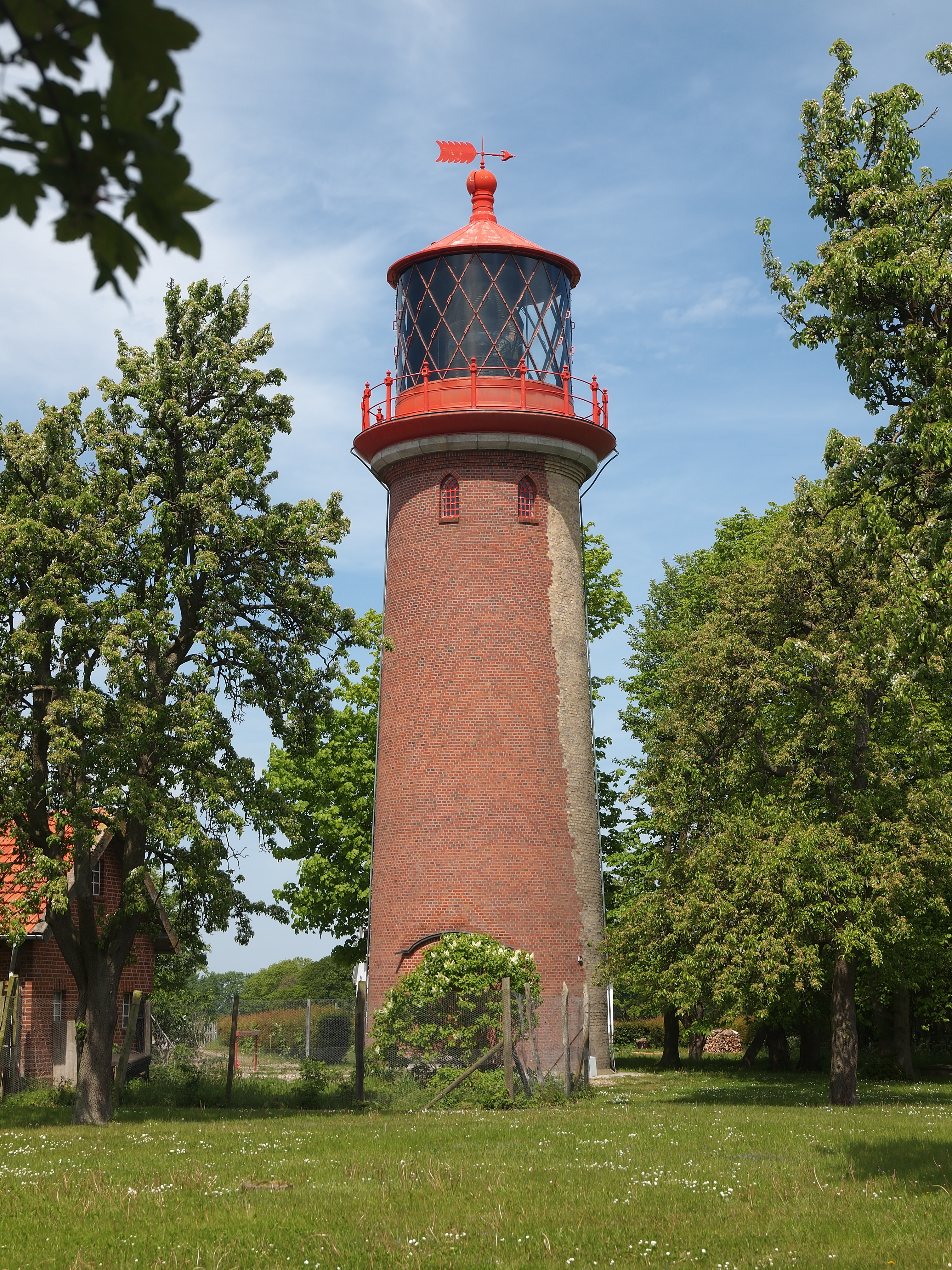
Faro di Staberhuk
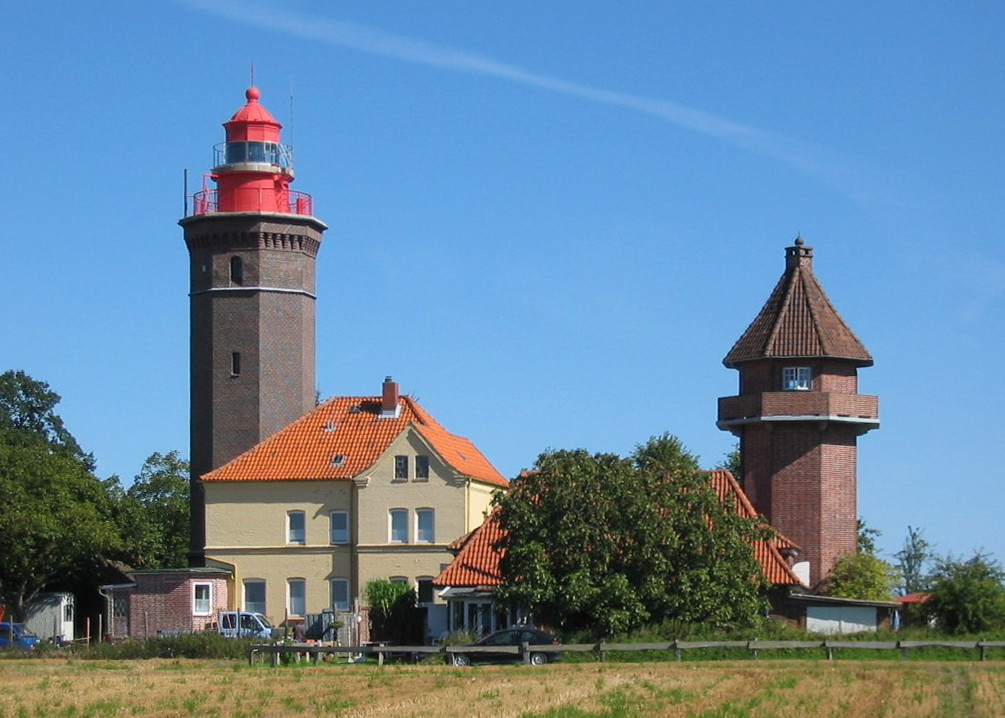
Faro di Dahmeshöved
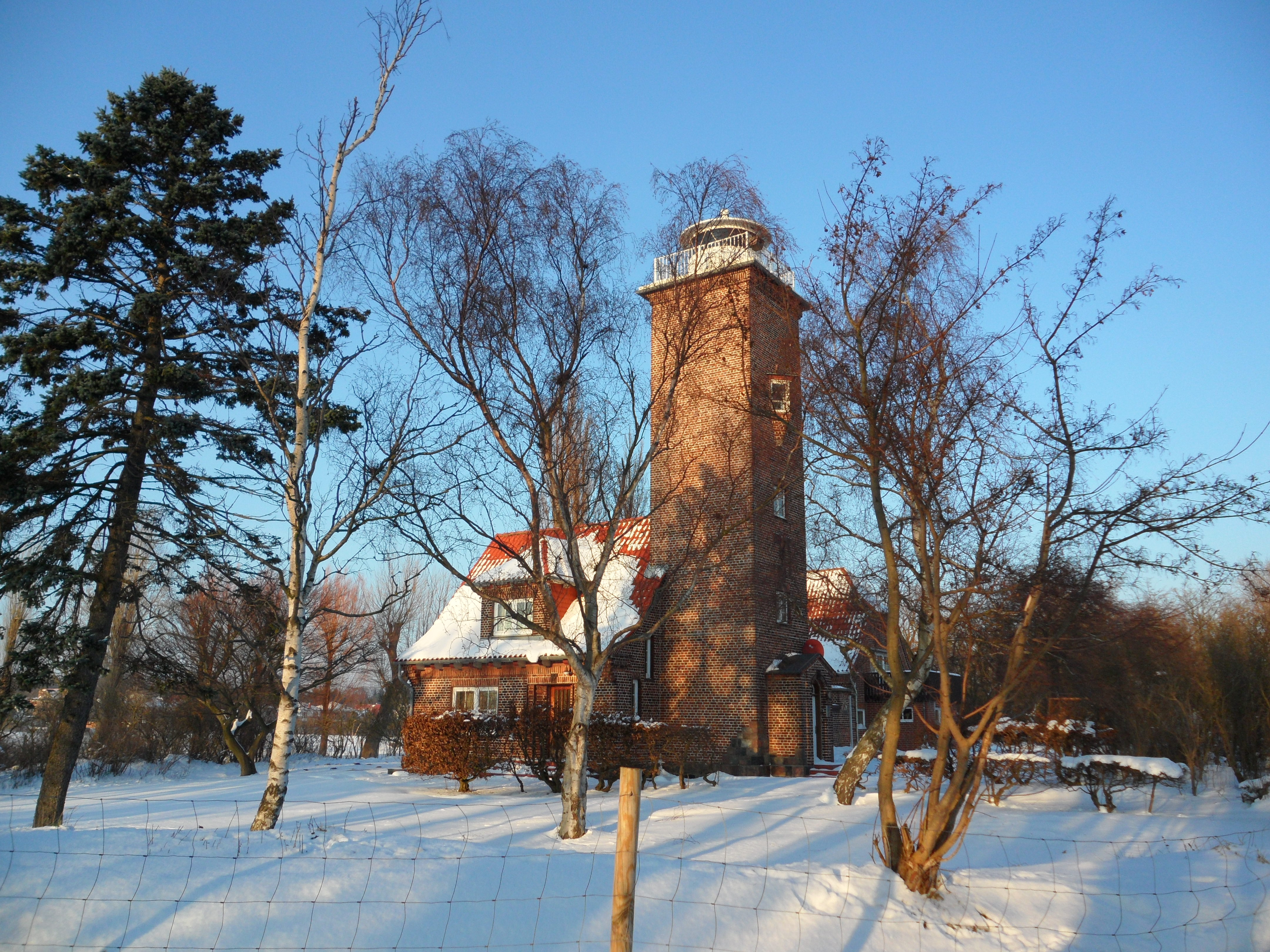
Faro di Pelzerhaken (baie de Lübeck)
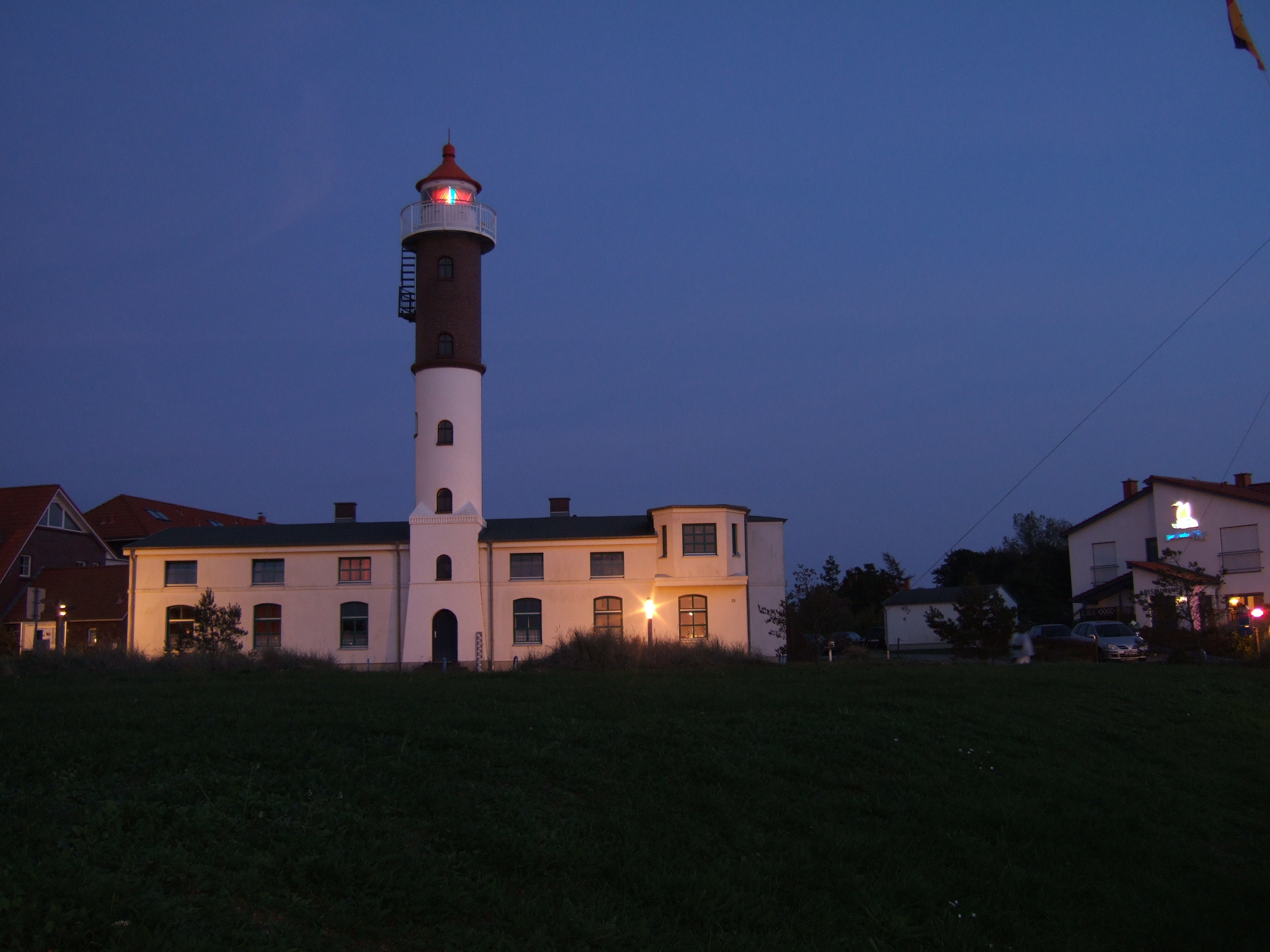
Faro di Timmendorf-Poel
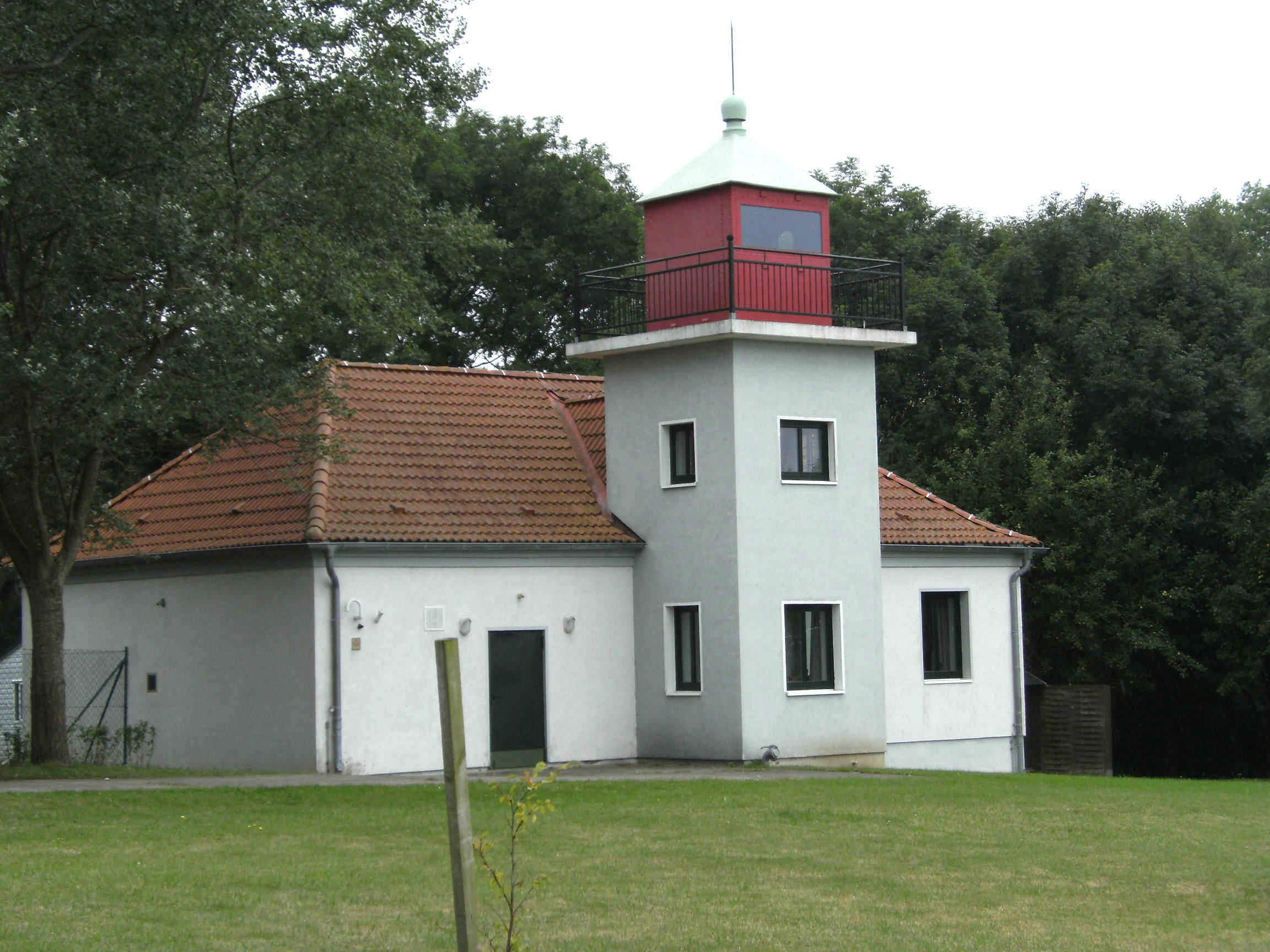
Faro di Gollwitz
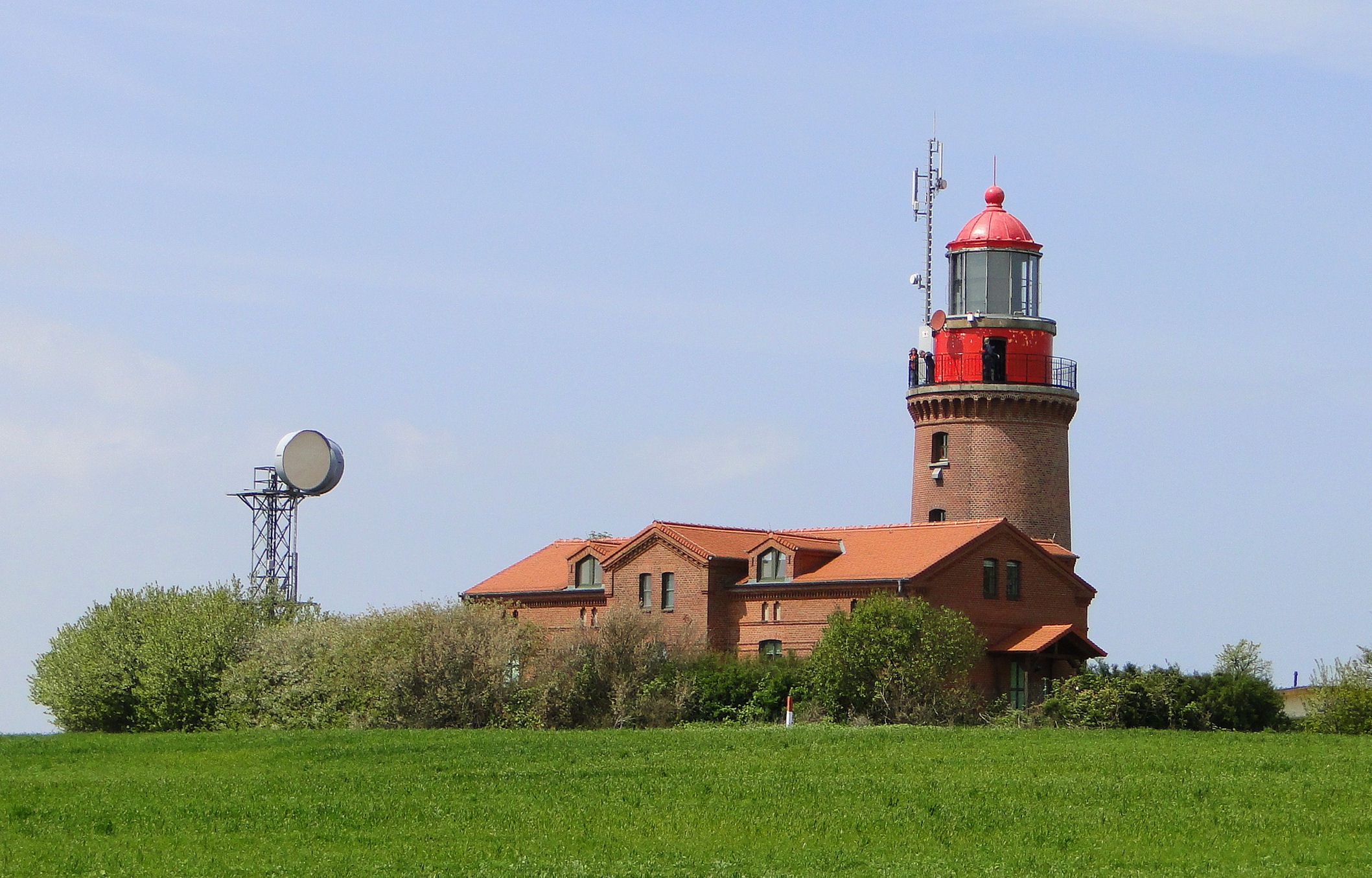
Faro di Buk
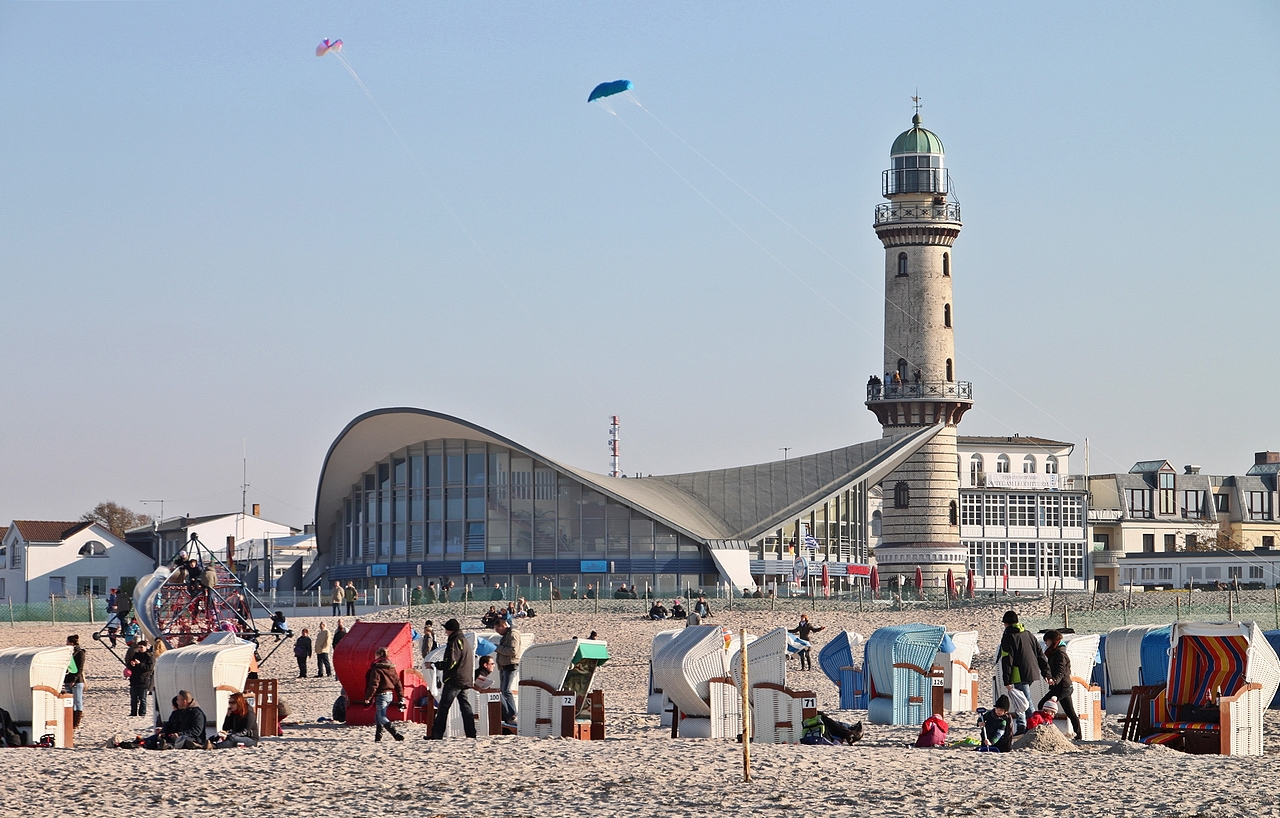
Faro di Warnemünde
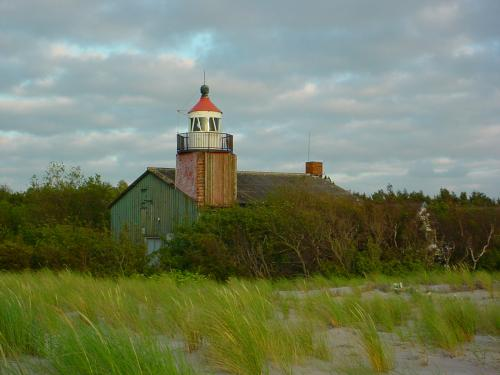
Faro di Wustrow
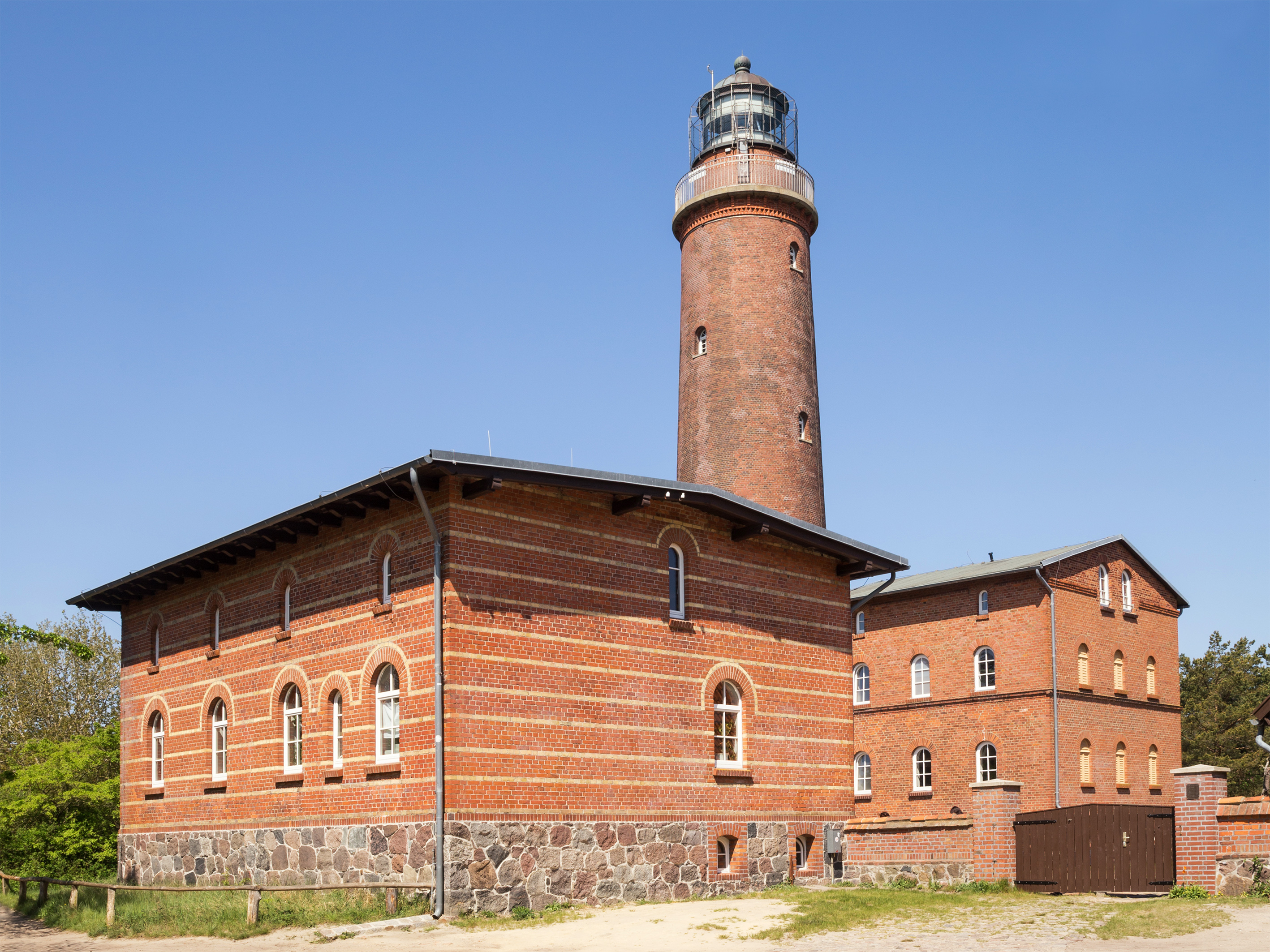
Faro di Darsser Ort